# Charłupia Mała
Charłupia Mała – wieś w Polsce położona w województwie łódzkim, w powiecie sieradzkim, w gminie Sieradz, nad rzeczką Mesznik (Myją).
Prywatna wieś szlachecka położona była w drugiej połowie XVI wieku w powiecie sieradzkim województwa sieradzkiego.
Do 1954 roku istniała gmina Charłupia Mała. W latach 1954–1972 wieś należała i była siedzibą władz gromady Charłupia Mała. W latach 1975–1998 miejscowość położona była w województwie sieradzkim.

## Części wsi
| SIMC    | Nazwa            | Rodzaj    |
| ------- | ---------------- | --------- |
| 0713332 | Osmolin          | część wsi |
| 0713349 | Szczepanów       | część wsi |
| 0713355 | Wola Dzierlińska | część wsi |

## Historia
Wspomniana w 1339 r. w procesie przeciwko Krzyżakom, którzy spalili ją w 1331 r. Na tym procesie zeznawał jako świadek Walerian, pleban z Charłupi Małej. Wieś była głównym majątkiem słynnego rodu Świnków, z którego wywodził się arcybiskup gnieźnieński Jakub Świnka (zm. 1314), jeden z najwybitniejszych polityków średniowiecznej Polski, propagator polskiej świadomości narodowej. Wieś była później w posiadaniu Biskupskich, Walewskich, Zabłockich i Bemów. Od Charłupi Małej w powiecie sieradzkim zaczęło się w 1940 r. wysiedlanie chłopów w celu opróżnienia gospodarstw dla tzw. Niemców wołyńskich. Tutaj urodził się Wojciech Janczak ps. „Kostrzewa” (1912–1945), działacz ludowy i organizator Batalionów Chłopskich w ówczesnym województwie łódzkim.

## Zabytki
We wsi znajduje się neogotycki kościół Narodzenia NMP z lat 1907–1916, zbudowany wg projektu Stefana Szyllera z bardzo wysoką (54 m) wieżą – na miejscu poprzednich drewnianych. W 1457 r. o istniejącym tu wtedy drewnianym kościele pisano jako o dawno stojącym. Szereg cennych elementów wyposażenia pochodzi z dawnych kościołów. W ołtarzu głównym znajduje się, stanowiący przedmiot szczególnego kultu na ziemi sieradzkiej, obraz Matki Boskiej z Dzieciątkiem w typie MB Śnieżnej, malowany na płótnie obciągniętym na topolowych deskach (107 × 87 cm), pędzla nieznanego malarza z poł. XVII w. Sukienki wykonane w XVII–XVIII w., częściowo złocone. Na głowach Matki Boskiej i Dzieciątka korony, założone 8 IX 1937 r. przez bp. włocławskiego Karola Radońskiego. Na obrazie jako wota umieszczono dwa orły polskie haftowane srebrem, pochodzące z paradnego czapraka lub ze sztandaru polskiego z okresu, kiedy wieś była własnością rodziny Bemów (dar Jakuba Bema, stryjecznego brata gen. Józefa Bema). Orły te posłużyły za główny motyw dekoracyjny prof. Wiktorowi Zinowi, gdy projektował wystrój wnętrza świątyni. W 1981 r. zawieszono w prezbiterium dwa tryptyki ze scenami nawiązującymi do historii ziemi sieradzkiej, autorstwa Zdzisława Pabisiaka z Krakowa. W kościele jest kamienna chrzcielnica z 1538 r. z napisem wotywnym i herbami: Lis, Jelita, Jastrzębiec i Poraj, cenne tkaniny, wśród nich ornat z pasa słuckiego z XVIII w. i kapa z pasa kontuszowego. Na utrwalenie zasługuje szlachetny czyn mieszkańców wsi, którzy w 1831 r. ofiarowali na potrzeby Ojczyzny złote i srebrne wota oraz naczynia kościelne.
Na cmentarzu przy głównej alejce grobowiec granitowy z czarną marmurową tablicą barona Stanisława Graevego (1868–1912) i jego żony Franciszki ze Ślaskich (1826–1918). W pobliżu kościoła nad rzeczką Mesznik relikty późnośredniowiecznego gródka na kopcu z 1 poł. XIV w.